# Kolyvan (kraï de l'Altaï)
Kolyvan (russe : Колывань) est un village du kraï de l'Altaï en Russie dépendant du raïon de Kouria. Sa population était de 1 600 habitants en 1998.

## Géographie
Il se trouve au bord de la rivière Belaïa sur les pentes des monts Kolyvan, à 33 km au nord-est de Zmeïnogorsk.

## Histoire
Le village a été fondé après qu'en 1749 des gisements métallifères eurent été découverts, notamment du cuivre et de l'argent. Ils ont été exploités jusqu'en 1799. Une fabrique a été ouverte en 1802 pour tailler les pierres des environs, comme le jaspe. C'est encore aujourd'hui l'une des plus significatives du pays. Un musée raconte l'histoire locale des roches de l'Altaï.